# Boldklubben 1913
Boldklubben 1913 (eller B1913) er en dansk fodboldklub hjemmehørende i Odense. Klubben spiller i dag i Danmarksserien, men havde i 1960’erne og 1970’erne længere perioder, hvor klubben spillede i den bedste danske række, 1. division. Klubben vandt i 1963 Pokalturneringen.
B1913 var i perioden 2006-13 en del af overbygningen FC Fyn. 

## Historie
B1913 blev stiftet den 2. november 1913. En efterårsdag i oktober 1913 overværede nogle unge mennesker en turneringskamp mellem OB og B.1909 på banen i Munke Mose. I løbet af kampen fostredes idéen om at starte endnu en fodboldklub i Odense.
Som resultat af dette, blev der på den stiftende generalforsamling den 16. november 1913 valgt følgende til bestyrelsen: Formand: Arnold Nielsen, næstformand: D.Dinesen, kasserer: Thorvald Frederiksen, samt Peter Hansen og Th.Pedersen som menige bestyrelsesmedlemmer. Disse skulle varetage klubbens interesser internt, såvel som eksternt. 
B1913's storhedstid var i 1960'erne, hvor klubben spillede i den bedste række i ti sæsoner fra 1960 til 1970. I 1959 lykkedes det at lokke Jack Johnson fra lokalrivalerne B 1909 til klubben som træner, og B1913 vandt samme år 2. division. I 1961 blev klubben nummer tre i 1. division, men vandt denne sæson forårsturneringen, hvilket betød kvalifikation til Mesterholdenes Europa Cup samme år. Her mødte B1913 blandt andre Real Madrid, der slog fynboerne sammenlagt 12-0.
B1913 blev i både 1962 og 1963 nr. to i 1. division. I 1963 vandt B1913 sit hidtil eneste store trofæ. Det var pokalturneringen. Finalen blev vundet med 2-1 over Esbjerg fB. Samme år satte klubben tilskuerrekord på Odense Stadion. Topopgøret mod Esbjerg fB 1. september 1963 blev overværet af 30.024 tilskuere.
I 1966 rykkede B1913 imidlertid ned, men vandt året efter 2. division. Og i 1968 lå holdet i 1. division á point med tre andre klubber før sidste spillerunde, men et nederlag på 0-2 mod Vejle Boldklub på sidste spilledag resulterede i en fjerdeplads. Det gav dog adgang til den daværende Messeby-turnering, hvor B1913 mødte FC Barcelona over to kampe, og den odenseanske tabte sammenlagt med cifrene 0-6.
I 1989 spillede B1913 en enkelt sæson i 1. division. Klubben var senest i den næstbedste række i 2004.

### FC Fyn-fusionen
B1913 indgik i 2006 i overbygningen FC Fyn. Overbygningen blev imidlertid ikke den ventede succes, og grundet økonomiske problemer ophørte samarbejdet i 2013..
Efter ophøret af FC Fyn-overbygningen, er B1913 ikke længere en del af de 10 bedste fodboldklubber på Fyn.

## Vigtige sejre
- Pokalturneringen: 1

1963

## B1913 Europa Cup
| Stagione | Torneo                   | Turno          | Nazione | Club                | Andata | Ritorno | Totale |
| -------- | ------------------------ | -------------- | ------- | ------------------- | ------ | ------- | ------ |
| 1961-62  | Mesterholdenes turnering | Første runde   | LUX     | CA Spora Luxembourg | 6-0    | 9-2     | 15-2   |
|          |                          | 8. delsfinalen |         | Real Madrid         | 0-3    | 0-9     | 0-12   |
| 1963-64  | Pokalvindernes Turnering | første runde   | FRA     | Olympique Lyonnais  | 1-3    | 1-3     | 2-6    |
| 1964-65  | Messebyturneringen       | Første runde   | FRG     | VFB Stuttgart       | 1-3    | 0-1     | 1-4    |
| 1969-70  | Messebyturneringen       | Første runde   |         | FC Barcelona        | 0-4    | 0-2     | 0-6    |

## Intertoto 1969 Gruppe 1
- La Chaux-de-Fonds - B1913 3-1 (Jack Hansen)
- Odra Opole - B1913 2-0
- B1913 - Beveren 0-1
- B1913 - La Chaux-de-Fonds 1-0 (Bent Jensen)
- B1913 - Odra Opole 1-2 (Bent Jensen)
- Beveren - B1913 1-1 (Jørgen Rasmussen)

STILLING
- Odra Opole (Polen) 9
- Beveren (Belgien) 6
- La Chaux-de-Fonds. (Schweiz) 6
- B1913 3

## Bedste sejre og værste nederlag
- 1943-44 (Kreds 1): B1913-OB 10-3
- 1962 (1. Division): Frederikshavn-B1913 1-7
- 1967-68 (Pokal, 2. Runde): B1913-Nørre Aslev 10-0
- 1981 (3. Division): B1913-Dragør 9-1
- 1985 (2. Division): B 93-B1913 2-8
- 1998-99 (Pokal, 3. Runde): Viking Rønne-B 1913 2-9

- __________________

- 1992-93 (Kvalifikationsligaen, forår): Frem-B1913 9-1
- 2001-02 (2. Division): B1913-Farum 0-7
- 2003-04 (1. Division): B 93-B1913 8-0

## Sæsonen 1923-24
I Fynsturneringen deltog klubben med nedenstående hold. Førsteholdet blev atter mestre og opnåede 17 point efter at have scoret 29 mål mod 6. 
Klubbens førstehold skulle atter repræsentere Fyn i landsfodboldturneringen, først mod det daværende jyske mesterhold Viborg Fodsports Forening. Kampen blev spillet på Århus Stadion, endte med en stor sejr på 7-1. Klubben gik derfor videre i turneringen og mødte på - OB's bane - B 1901 fra Nykøbing Falster i kampen om provinsmesterskabet.
Kampen endte med en sejr til B1913 på 3-1.
Holdet havde nu kvalificeret sig til en kamp mod B 1903 fra København, forsvarende mester af Københavnerrækken til en kamp om Danmarksmesterskabet.
Som det senere viste sig, skulle der hele tre kampe til før årets Danmarksmester blev kåret.
Den første kamp skulle spilles på OB's bane og blev overværet af et meget stort publikum. Kampen endte 1-1.
Dermed ventede en ny kamp i den københavnske idrætspark ugen efter. Også denne kamp endte 1-1.
Som følge af de to gange uafgjort skulle en tredje kamp afvikles. Denne fandt sted i Korsør den 6. juli. B1913's hold gjorde her et nervøst og overanstrengt indtryk og tabte med 0-5 til B 1903.
- B1913:

- Olaf Petersen
- Poul Espe
- Emil Petersen
- Carl Rasmussen
- Børge Jensen
- August Petersen
- Albert Fischer
- Martin Petersen
- Henry Ludvigsen
- Otto Jensen
- Ejnar Hansen

(fra BOLDKLUBBEN AF 1913 GENNEM 25 AAR. Odense, 1938).

## Landsholdsspillere
- 13.06.37 - Peder Rasmussen (1 kampe/1 mål)
- 20.09.61 - Bent Løfqvist (1)
- 19.05.63 - Kaj Andersen (2)
- 19.05.63 - Kurt Grønning (4)
- 19.05.63 - Ejgil Misser (2)
- 19.05.63 - Keld Petersen (2)
- 23.06.63 - Palle Bruun (2/1)
- 23.06.63 - Erik Lykke Sørensen (25)
- 06.09.64 - Jørgen Rasmussen (1/1)
- 04.06.68 - Knud Engedahl (17)
- 25.09.68 - Bent Kjær Jensen (20/13)
- 14.10.68 - Ole Steffensen (3)
- 21.04.71 - Jack Hansen (17/1)

- Hertil kommer, at såvel Jan Vingård som Ole Møller Nielsen er udtaget til indelandsholdet.

## Formænd
| - 16. dec. 1913 Arnold Nielsen - 02. feb. 1914 Th. Petersen - 01. maj 1914 Johs. Fridberg - 20. nov. 1914 Halvor Iversen - 03. nov. 1916 Th. Frederiksen - 30. nov. 1921 Th. Petersen - 30. nov. 1923 Th. Frederiksen - 31. maj 1940 Olaf Petersen - 12.mar. 1958 Holger Nielsen | - 17. feb. 1981 Kurt Grønning - 23. feb. 1982 Klaus Hansen - 01. jul. 1989 Kurt Grønning - 05. mar. 1991 Per Demant - 09. dec. 1991 Steen Grønning (konstitueret) - 11. feb. 1992 Karsten Truelsen - 01. aug. 1992 Steen Grønning (konstitueret) - 16. feb. 1993 Ib Ketelsen - 15. feb. 1994 Preben Mose | - 07. mar. 1995 Erik Nielsen - 11. sep. 1995 Kurt Grønning - 26. jan. 1998 Henning Larsen - 24. feb. 2004 Henrik Sørensen - 14. feb. 2006 Jørgen Hartmann - 11. mar. 2010 Morten Milling - 8. mar. 2014 Brian Munk - 5. mar. 2018 Erik Knudsen |

## Trænere
| - 1935-36 Olaf "Laffe" Petersen - 1939-40 Aksel Petersen - fra... til 1958 Karl Struve - 1959-67 Jack Johnson - 1968 Kurt Grønning - 1969-70 Willy Schøne - 1971 Svend Hugger - 1972-73 Jack Johnson - 1974-75 John Danielsen - 1976-77 Walter Presch (Østrig) - 1978-80 Erik Nielsen | - 1980 Kurt Grønning - 1981 Istvan Kaibinger (Ungarn) - 1981-82 Kurt Grønning - 1983-87 Roald Poulsen - 1988-89 Jens Tang Olesen - 1990 Flemming Nielsen - 1991-94 Uffe Pedersen - 1994-99 Peer Danefeld - 1999-2005 Jan Vingaard - 2005 Flemming Nielsen - 2005-06 Jacob Harder | - 2006-07 Roald Poulsen - 2007-08 Martin Gils Andersen (afløst af Carsten Andersen) - 2008-10 Carsten Andersen - 2010-11 Martin Gils Andersen (afløst af Allan Kristensen) - 2011-12 John Andersen - 2012-13 John Andersen (afløst af Claus Udengaard og Kasper Karlsen) - 2013-16 Claus Udengaard - 2016-17 Hans Erik Hansen - 2017 Jimmy Nielsen - 2017-18 Kim Kaa Olsen-Jørgensen - 2019 Jakob Pavar Langhoff - 2019 Peter Amstrup-Christensen (midl. træner) - 2019- Daniel Piwodda |

## Placeringer
| - 1914-15 Vinder af B-rækkens Nordkreds - 1915-16 Vinder af B-rækkens Nordkreds - 1916-17 Vinder af B-rækkens Nordkreds (Vinder af opryknings-kamp til A-rækken) - 1917-18 Nr. 3 i A-rækken - 1918-19 Nr. 3 i A-rækken - 1919-20 Nr. 3 i A-rækken - 1920-21 Nr. 4 i A-rækken - 1921-22 Udelukket fra deltagelse - Forår 1922 Vinder af kvalifikationskamp til A-rækken - 1922-23 Vinder af A-rækken (Fynsmester) - 1923-24 Vinder af A-rækken (Fynsmester) (Provinsmester) - 1924-25 Nr. 2 i A-rækken - 1925-26 Nr. 2 i A-rækken - 1926-27 Nr. 2 i A-rækken - 1927-28 Nr. 3 i Danmarksturneringens kreds 2 (Fynsmester) - 1928-29 Nr. 4 i Danmarksturneringens kreds 4 - 1929-30 Fynsmester (deltog ikke i DM-turneringen) (Provinsmester) - 1930-31 Nr. 4 i Danmarksturneringens oprykningsrække - 1931-32 Nr. 8 i Danmarksturneringens oprykningsrække - 1932-33 Nr. 3 i Danmarksturneringens oprykningsrække (Fynsmester) - 1933-34 Nr. 4 i Danmarksturneringens oprykningsrække (Fynsmester) - 1934-35 Nr. 6 i Danmarksturneringens oprykningsrække - 1935-36 Fynsmester (deltog ikke i DM-turneringen) - 1936-37 Nr. 2 i 2. division (Fynsmester) - 1937-38 Nr. 7 i 2. division - 1938-39 Nr. 3 i 2. division - 1939-40 Nr. 8 i 2. division - 1940-45 -------- - 1945-46 Nr. 7 i 2. division - 1946-47 Nr. 5 i 2. division - 1947-48 Nr. 10 i 2. division - 1948-49 Nr. 3 i 3. division - 1949-50 Nr. 1 i 3. division - 1950-51 Nr. 5 i 2. division - 1951-52 Nr. 7 i 2. division - 1952-53 Nr. 5 i 2. division - 1953-54 Nr. 2 i 2. division - 1954-55 Nr. 2 i 2. division - 1955-56 Nr. 4 i 2. division - 1956-57 Nr. 6 i 2. division - 1958 Nr. 5 i 2. division - 1959 Nr. 1 i 2. division - 1960 Nr. 7 i 1. division - 1961 Nr. 3 i 1. division - 1962 Nr. 2 i 1. division - 1963 Nr. 2 i 1. division (vinder Pokalen) - 1964 Nr. 6 i 1. division - 1965 Nr. 10 i 1. division - 1966 Nr. 12 i 1. division - 1967 Nr. 1 i 2. division - 1968 Nr. 4 i 1. division - 1969 Nr. 7 i 1. division - 1970 Nr. 11 i 1. division | - 1971 Nr. 6 i 2. division - 1972 Nr. 7 i 2. division - 1973 Nr. 12 i 2. division - 1974 Nr. 7 i 3. division - 1975 Nr. 8 i 3. division - 1976 Nr. 5 i 3. division - 1977 Nr. 3 i 3. division - 1978 Nr. 12 i 2. division - 1979 Nr. 12 i 2. division - 1980 Nr. 14 i 2. division - 1981 Nr. 13 i 3. division - 1982 Nr. 1 i Danmarksserien - 1983 Nr. 1 i 3. division - 1984 Nr. 7 i 2. division - 1985 Nr. 3 i 2. division - 1986 Nr. 4 i 2. division - 1987 Nr. 4 i 2. division - 1988 Nr. 1 i 2. division - 1989 Nr. 13 i 1. Division - 1990 Nr. 2 i 2. Division - 1991 Nr. 8 i 2. Division - 1992 Nr. 7 i Kvalifikationsligaen - Nr. 4 i 1. Division - 1993 Nr. 7 i Kvalifikationsligaen - Nr. 9 i 1. Division - 1994 Nr. 7 i 1. Division - Nr. 5 i 2. Division - 1995 Nr. 4 i 2. Division - 1995-96 Nr. 8 i 2. Division - Nr. 2 i Danmarksserien - 1996-97 Nr. 2 i 2. Division - 1997-98 Nr. 15 i 1. Division - 1998-99 Nr. 10 i 2. Division - 1999-00 Nr. 1 i 2. Division - 2000-01 Nr. 8 i 1. Division - 2001-02 Nr. 8 i 1. Division - 2002-03 Nr. 13 i 1. Division - 2003-04 Nr. 16 i 1. Division - 2004-05 Nr. 10 i 2. Division - 2005-06 Nr. 5 i 2. Division - 2006-07 Nr. 2 i Kvalifikationsrækken (FC Fyn 2) - 2007-08 Nr. 9 i Danmarksserien (FC Fyn 2) - 2008-09 Nr. 10 i Danmarksserien - 2009-10 Nr. 12 i Danmarksserien - 2010-11 Nr. 14 i Danmarksserien - 2011-12 Nr. 4 i Fynsserien - 2012-13 Nr. 6 i Fynsserien - 2013-14 Nr. 4 i Fynsserien - 2014-15 Nr. 3 i Fynsserien - 2015-16 Nr. 1 i Fynsserien - 2016-17 Nr. 6 i Danmarksserien - 2017-18 Nr. 6 i Danmarksserien - 2018-19 Nr. 8 i Danmarksserien - 2019-20 Nr. 2 i 2.Division - 2020-21 Nr. 2 i 2.Division - 2021-22 Nr. 4 i 2.Division - 2022-23 Nr. 2 i 2.Division - 2023-24 Nr. 3 i 1.Division |

## Flest kampe (Top 10)
- 1. Jack Hansen						520
- 2. Martin Petersen (Malle)			500
- 3. Børge Jensen (store Børge) 	 475
- 4. Holger Nielsen					426
- 5. John Ejlertsen					419
- 6. Arne Andersen					396
- 7. Kjeld Sunding					383
- 8. Bent Larsen						370
- 9. Jørn Andersen					355
- 10. Peter Rasmussen				350

## Træningsanlæg
- 1913-1920 Eksercérpladsen hos militæret
- 1920-1936 Anlæg bag den store kirkegård
- 1936-1980 Kildemosen på Falen
- 1980 Campusvej